# Kou-Kamma
Kou-Kamma – gmina w Republice Południowej Afryki, w Prowincji Przylądkowej Wschodniej, w dystrykcie Sarah Baartman. Siedzibą administracyjną gminy jest Kareedouw.